# قره‌قشلاق (قشلاق)
قره‌قشلاق یکی از روستاهای استان آذربایجان شرقی است که در دهستان نقدوز بخش فندقلو شهرستان اهر واقع شده‌است.این روستا ۲۹ نفر جمعیت دارد.